# 쿠키 (잡지)

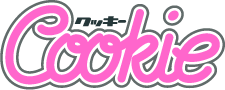

쿠키(Cookie, 일본어: クッキー)는 슈에이샤가 발행하는 일본의 월간 소녀 만화 잡지이다. 1999년에 《리본》와 《부~케》의 합동 증간으로서 창간 후, 2000년에 독립하였다. 매월 26일 발매한다.